# Blues News
Blues News è un magazine finlandese di musica blues.
La rivista è pubblicata bimestralmente dalla Finnish Blues Society (FBS).
È principalmente in finlandese ed è stata fondata nel 1968, ciò che la rende una delle più antiche riviste blues del mondo. Nel 1980 Blues News cambiò nome in Suomen Afroamerikkalaisen Musiikin Yhdistys (SAMY), per poi riprendere il nome originario nel 2006.